# Liste der Naturdenkmale in Lautenbach (Ortenaukreis)
| Naturdenkmale | Anzahl |
| ------------- | ------ |
| FND           | 0      |
| END           | 2      |
| Gesamt        | 2      |

Die Liste der Naturdenkmale in Lautenbach nennt die verordneten Naturdenkmale (ND) der im baden-württembergischen Ortenaukreis liegenden Gemeinde Lautenbach. In Lautenbach gibt es insgesamt zwei als Naturdenkmal geschützte Objekte, keines ist ein flächenhaftes Naturdenkmal (FND), alle sind Einzelgebilde-Naturdenkmale (END).
Stand: 1. November 2016.

## Einzelgebilde (END)
| Name                     | Bild | Kennung     | Einzelheiten | Position | Fläche Hektar | Datum         |
| ------------------------ | ---- | ----------- | ------------ | -------- | ------------- | ------------- |
| Feldkreuz-Linde          |      | 83170670007 | Lautenbach   | ???      | 0,0           | 3. Apr. 1952  |
| Teufelstein              |      | 83170670001 | Lautenbach   | ???      | 0,0           | 25. Aug. 1943 |
| Legende für Naturdenkmal |      |             |              |          |               |               |